# Suchen und Ersetzen

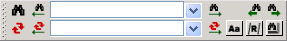
Suchen&Ersetzen-Werkzeugleiste des Editors WikEd (Fernglas als übliches Symbol für „Suchen“, Recycling für „Ersetzen“):
Tastenfelder (Buttons) oben:
– Finde alle Übereinstimmungen
– Finde vorherige Übereinstimmung
Eingabefeld für Suchmaske – mit Drop-down-Combobox für Wähle eine vorige Suche
– Finde nächste Übereinstimmung
– Finde den ausgewählten Text (rückwärts/vorwärts) – für Direkteingabe mit Markierung
unten:
– Ersetze alle Übereinstimmungen (im gesamten Text oder einer Auswahl)
– Ersetze vorherige Übereinstimmung
Eingabefeld für Ersatztext – mit Drop-down-Combobox für Wähle eine vorige Ersetzung
– Ersetze nächste Übereinstimmung
– Suche ist Groß-/Kleinschreibungsabhängig (Aa)
– Suche ist ein Regulärer Ausdruck (/R/)
– Suche vorwärts während des Tippens

Suchen und Ersetzen bezeichnet eine Funktion, die in vielen Editoren und Textverarbeitungsprogrammen vorhanden ist. Sie sucht nach einem oder mehreren Vorkommnissen eines Musters (meist einer Zeichenkette) und ersetzt es nach Vorgaben des Benutzers.

## Anwendung
Suchen-und-Ersetzen-Funktionen werden meist auf Zeichenketten in Textdateien angewendet und ersparen dem Benutzer zeitintensives manuelles Durchsuchen eines Dokumentes sowie das jeweilige Überschreiben der Fundstellen. Bereits O26, einer der ersten bildschirmorientierten Texteditoren, verfügte über eine einfache Funktion für das Suchen und Ersetzen von Zeichenketten.
In Textverarbeitungsprogrammen wie OpenOffice Writer oder Microsoft Word können darüber hinaus auch Formatierungen gesucht bzw. ersetzt werden.
Das Prinzip des automatisierten Suchens und Ersetzens wird auch auf andere Software übertragen, zum Beispiel bietet manche Grafiksoftware die Möglichkeit zur Farbersetzung in Bildern.

## Optionen
Da es keine einheitlichen Standards für Software gibt, kann die Gestaltung und der Umfang der Funktion von Programm zu Programm erheblich abweichen. Es gibt jedoch gewisse Optionen, die in den meisten Fällen bei Nutzung der Funktion suchen und ersetzen im Kontext von Zeichenketten zur Verfügung stehen:
Einzel- oder vollständige Suche/Ersetzung
Hier kann entschieden werden, ob die Suche zunächst zur nächsten Fundstelle gehen und dort ggf. die gewünschte Ersetzung vornehmen soll oder ob das Programm alle Fundstellen komplett markiert bzw. jeweils durch den eingegebenen Inhalt ersetzt. Bei der Einzelsuche oder -ersetzung kann nach dem Finden oder Ersetzen meist durch einen Schalter oder eine Taste zur nächsten Fundstelle gesprungen werden.
Suchrichtung
Die Suchfunktion beginnt üblicherweise an dem Ort des Dokuments, wo sich der Cursor befindet. Mit dieser Einstellung kann festgelegt werden, ob man zum Anfang oder zum Ende des Dokumentes hin suchen will und – wenn die Funktion dort angekommen ist – ob sie von dort von der gegenüberliegenden Seite wieder zum Cursor hin suchen soll.
Groß-Kleinschreibung (Case sensitivity)
Legt fest, ob die Groß- und Kleinschreibung Teil des Suchmusters sein (case sensitive) oder bei der Suche ignoriert werden (case insensitive) soll. So findet zum Beispiel eine Suche nach abc bei Nichtbeachtung der Groß-/Kleinschreibung auch ABC und Abc.
Regulärer Ausdruck
Reguläre Ausdrücke erlauben die Angabe sehr flexibler Zeichenkettenmuster als Suchausdrücke, sodass damit zum Beispiel nach Wörtern gesucht werden kann, deren Anfang und Ende vorgegeben ist. Durch Rückreferenzierung können mit regulären Ausdrücken beispielsweise Vertauschungen (Klaus Müller → Müller, Klaus) durchgeführt werden. Die Syntax der regulären Ausdrücke zeigt je nach Programm unterschiedlichen Umfang und unterschiedliches Verhalten.

## Verwandte Themen
- Mit Suchen und Ersetzen lassen sich einfache Refactoring-Maßnahmen durchführen, beispielsweise das Umbenennen von Variablen.
- Eine weitere Standardfunktion in Textverarbeitung und Editoren ist Kopieren und Einfügen.